# Vingtième district congressionnel du Texas
Le 20e district congressionnel du Texas comprend la moitié ouest de San Antonio et le Comté de Bexar au Texas. Le district est fortement latino/hispanique (principalement d'origine mexicaine), tout comme la zone environnante. Charlie Gonzalez, qui a représenté le district de 1999 à 2013 après avoir succédé à son père, Henry B. González, n'a pas cherché à être réélu aux élections de 2012 à la Chambre des représentants des États-Unis. Le Représentant d'État Joaquin Castro, le candidat Démocrate pour remplacer Gonzalez, a battu David Rosa, le candidat Républicain, dans la course au 20e district le 6 novembre 2012. Son mandat a débuté le 3 janvier 2013.
Le 20e district est fortement Démocrate. Il n'a jamais envoyé de Républicain au Congrès et n'a pas soutenu un Républicain à la présidence depuis 1956. En 1972, c'était l'un des deux districts du Texas à voter pour George McGovern (l'autre étant le 18e district de Houston). En 1984, cette circonscription a donné à Walter Mondale 59 % de ses voix.

## Historique de vote
| Année | Poste     | Résultats               |
| ----- | --------- | ----------------------- |
| 2000  | Président | Gore 56,0 % - 43,0 %    |
| 2004  | Président | Kerry 55,0 % - 45,0 %   |
| 2008  | Président | Obama 58,0 % - 41,0 %   |
| 2012  | Président | Obama 59,0 % - 40,0 %   |
| 2016  | Président | Clinton 61,0 % - 34,0 % |
| 2020  | Président | Biden 64,0 % - 35,0 %   |

## Liste des Représentants du district
| Membre                             | Parti     | Années                              | Congrès     | Histoire électorale |
| ---------------------------------- | --------- | ----------------------------------- | ----------- | --- |
| District établit le 3 janvier 1935 |           |                                     |             | |
| Maury Maverick (en)                | Démocrate | 3 janvier 1935 - 3 janvier 1939     | 74e , 75e   | Élu en 1934. Réélu en 1936. Perd sa renomination. |
| Paul J. Kilday (en)                | Démocrate | 3 janvier 1939 - 24 septembre 1961  | 76e - 87e   | Élu en 1938. Réélu en 1940. Réélu en 1942. Réélu en 1944. Réélu en 1946. Réélu en 1948. Réélu en 1950. Réélu en 1952. Réélu en 1954. Réélu en 1956. Réélu en 1958. Démissionne pour devenir Juge de la Cour d'Appel pour les Forces Armées des États-Unis.                                                                                   |
| Vacant                             | Vacant    | 24 septembre 1961 - 4 novembre 1961 | 87e         | |
| Henry B. Gonzalez (en)             | Démocrate | 4 novembre 1961 - 3 janvier 1999    | 87e - 105e  | Élu pour terminer le mandat de Kilday. Réélu en 1960. Réélu en 1962. Réélu en 1964. Réélu en 1966. Réélu en 1968. Réélu en 1970. Réélu en 1972. Réélu en 1974. Réélu en 1976. Réélu en 1978. Réélu en 1980. Réélu en 1982. Réélu en 1984. Réélu en 1986. Réélu en 1988. Réélu en 1990. Réélu en 1992. Réélu en 1994. Réélu en 1993. Retrait. |
| Charlie Gonzalez (en)              | Démocrate | 3 janvier 1999 - 3 janvier 2013     | 106e - 112e | Élu en 1998. Réélu en 2000. Réélu en 2002. Réélu en 2004. Réélu en 2006. Réélu en 2008. Réélu en 2010. Retrait. |
| Joaquin Castro                     | Démocrate | 3 janvier 2013 - Présent            | 113e - 119e | Élu en 2012. Réélu en 2014. Réélu en 2016. Réélu en 2018. Réélu en 2020. Réélu en 2022. Réelu en 2024. |

## Résultats des récentes élections
Voici les résultats des dix précédents cycles électoraux dans le district.

## Frontières historiques du district

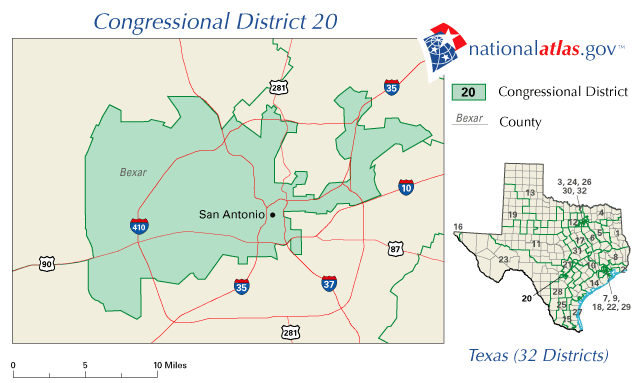
2007 - 2013

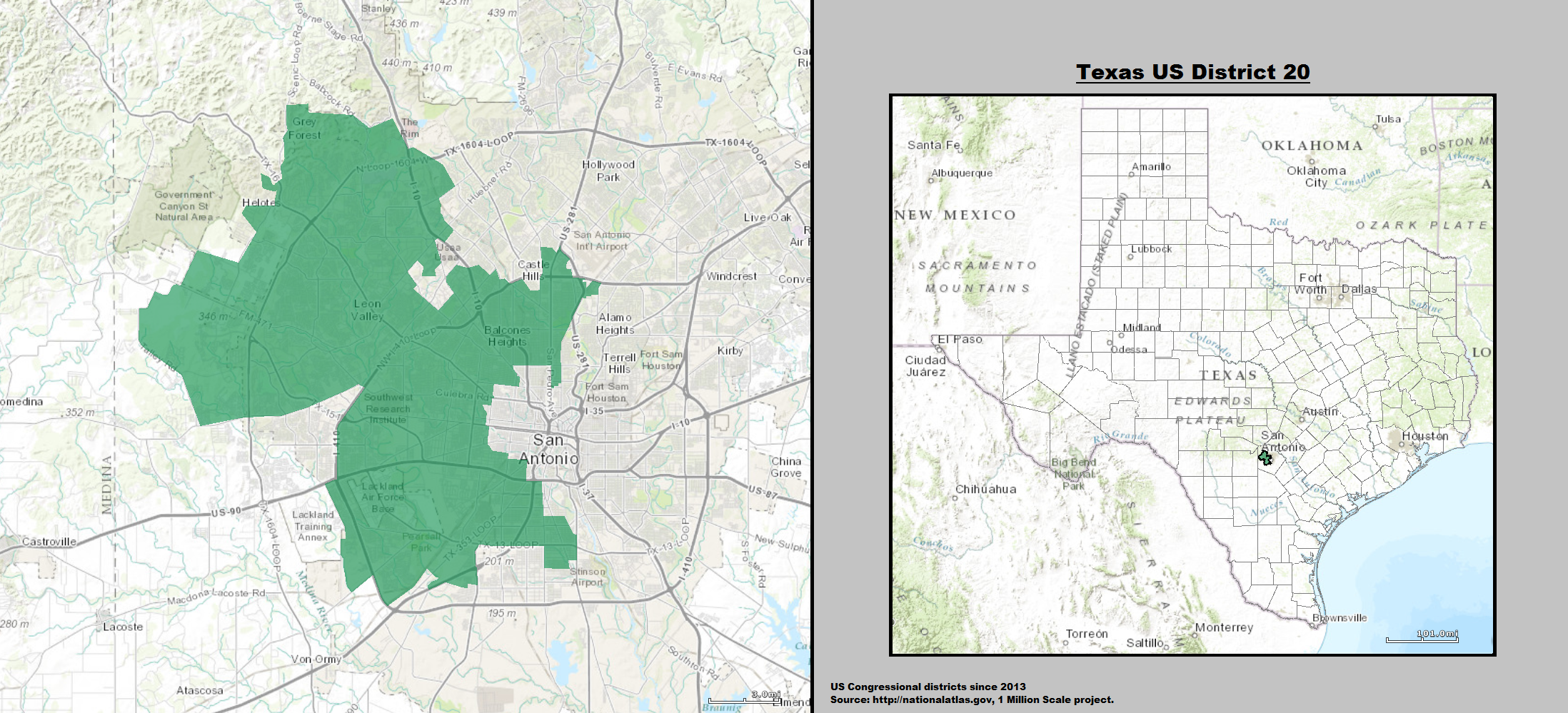
2013 - 2023

### 2004
| Élection de 2004 du 20e district congressionnel du Texas | Élection de 2004 du 20e district congressionnel du Texas | Élection de 2004 du 20e district congressionnel du Texas | Élection de 2004 du 20e district congressionnel du Texas | Élection de 2004 du 20e district congressionnel du Texas |
| -------------------------------------------------------- | -------------------------------------------------------- | -------------------------------------------------------- | -------------------------------------------------------- | -------------------------------------------------------- |
| Parti                                                    | Parti                                                    | Candidat                                                 | Votes                                                    | %                                                        |
|                                                          | Démocrate                                                | Charlie Gonzalez (en) (sortant)                          | 112 480                                                  | 65,5                                                     |
|                                                          | Républicain                                              | Roger Scott                                              | 54 976                                                   | 32,0                                                     |
|                                                          | Indépendant                                              | Jessie Bouley                                            | 2377                                                     | 1,4                                                      |
|                                                          | Libertarien                                              | Michael Idrogo                                           | 1971                                                     | 1,1                                                      |
| Total des votes                                          | Total des votes                                          | Total des votes                                          | 171 804                                                  | 100 %                                                    |
|                                                          | Les Démocrates conservent                                |                                                          |                                                          |                                                          |

### 2006
| Élection de 2006 du 20e district congressionnel du Texas | Élection de 2006 du 20e district congressionnel du Texas | Élection de 2006 du 20e district congressionnel du Texas | Élection de 2006 du 20e district congressionnel du Texas | Élection de 2006 du 20e district congressionnel du Texas |
| -------------------------------------------------------- | -------------------------------------------------------- | -------------------------------------------------------- | -------------------------------------------------------- | -------------------------------------------------------- |
| Parti                                                    | Parti                                                    | Candidat                                                 | Votes                                                    | %                                                        |
|                                                          | Démocrate                                                | Charlie Gonzalez (en) (sortant)                          | 68 348                                                   | 87,4                                                     |
|                                                          | Libertarien                                              | Michael Idrogo                                           | 9897                                                     | 12,6                                                     |
| Total des votes                                          | Total des votes                                          | Total des votes                                          | 78 245                                                   | 100 %                                                    |
|                                                          | Les Démocrates conservent                                |                                                          |                                                          |                                                          |

### 2008
| Élection de 2008 du 20e district congressionnel du Texas | Élection de 2008 du 20e district congressionnel du Texas | Élection de 2008 du 20e district congressionnel du Texas | Élection de 2008 du 20e district congressionnel du Texas | Élection de 2008 du 20e district congressionnel du Texas |
| -------------------------------------------------------- | -------------------------------------------------------- | -------------------------------------------------------- | -------------------------------------------------------- | -------------------------------------------------------- |
| Parti                                                    | Parti                                                    | Candidat                                                 | Votes                                                    | %                                                        |
|                                                          | Démocrate                                                | Charlie Gonzalez (en) (sortant)                          | 127 298                                                  | 71,9                                                     |
|                                                          | Républicain                                              | Robert Litoff                                            | 44 585                                                   | 25,2                                                     |
|                                                          | Libertarien                                              | Michael Idrogo                                           | 5172                                                     | 2,9                                                      |
| Total des votes                                          | Total des votes                                          | Total des votes                                          | 177 055                                                  | 100 %                                                    |
|                                                          | Les Démocrates conservent                                |                                                          |                                                          |                                                          |

### 2010
| Élection de 2010 du 20e district congressionnel du Texas | Élection de 2010 du 20e district congressionnel du Texas | Élection de 2010 du 20e district congressionnel du Texas | Élection de 2010 du 20e district congressionnel du Texas | Élection de 2010 du 20e district congressionnel du Texas |
| -------------------------------------------------------- | -------------------------------------------------------- | -------------------------------------------------------- | -------------------------------------------------------- | -------------------------------------------------------- |
| Parti                                                    | Parti                                                    | Candidat                                                 | Votes                                                    | %                                                        |
|                                                          | Démocrate                                                | Charlie Gonzalez (en) (sortant)                          | 58 645                                                   | 63,6                                                     |
|                                                          | Républicain                                              | Clayton Trotter                                          | 31 757                                                   | 34,4                                                     |
|                                                          | Libertarien                                              | Michael Idrogo                                           | 1783                                                     | 1,9                                                      |
| Total des votes                                          | Total des votes                                          | Total des votes                                          | 92 185                                                   | 100 %                                                    |
|                                                          | Les Démocrates conservent                                |                                                          |                                                          |                                                          |

### 2012
| Élection de 2012 du 20e district congressionnel du Texas | Élection de 2012 du 20e district congressionnel du Texas | Élection de 2012 du 20e district congressionnel du Texas | Élection de 2012 du 20e district congressionnel du Texas | Élection de 2012 du 20e district congressionnel du Texas |
| -------------------------------------------------------- | -------------------------------------------------------- | -------------------------------------------------------- | -------------------------------------------------------- | -------------------------------------------------------- |
| Parti                                                    | Parti                                                    | Candidat                                                 | Votes                                                    | %                                                        |
|                                                          | Démocrate                                                | Joaquin Castro                                           | 119 032                                                  | 63,9                                                     |
|                                                          | Républicain                                              | David Rosa                                               | 62 376                                                   | 33,5                                                     |
|                                                          | Libertarien                                              | A. E. Potts                                              | 3143                                                     | 1,7                                                      |
|                                                          | Vert                                                     | Antonio Diaz                                             | 1626                                                     | 0,9                                                      |
| Total des votes                                          | Total des votes                                          | Total des votes                                          | 186 177                                                  | 100 %                                                    |
|                                                          | Les Démocrates conservent                                |                                                          |                                                          |                                                          |

### 2014
| Élection de 2014 du 20e district congressionnel du Texas | Élection de 2014 du 20e district congressionnel du Texas | Élection de 2014 du 20e district congressionnel du Texas | Élection de 2014 du 20e district congressionnel du Texas | Élection de 2014 du 20e district congressionnel du Texas |
| -------------------------------------------------------- | -------------------------------------------------------- | -------------------------------------------------------- | -------------------------------------------------------- | -------------------------------------------------------- |
| Parti                                                    | Parti                                                    | Candidat                                                 | Votes                                                    | %                                                        |
|                                                          | Démocrate                                                | Joaquin Castro (sortant)                                 | 66 554                                                   | 75,7                                                     |
|                                                          | Libertarien                                              | Jeffrey Blunt                                            | 21 410                                                   | 24,3                                                     |
| Total des votes                                          | Total des votes                                          | Total des votes                                          | 87 964                                                   | 100 %                                                    |
|                                                          | Les Démocrates conservent                                |                                                          |                                                          |                                                          |

### 2016
| Élection de 2016 du 20e district congressionnel du Texas | Élection de 2016 du 20e district congressionnel du Texas | Élection de 2016 du 20e district congressionnel du Texas | Élection de 2016 du 20e district congressionnel du Texas | Élection de 2016 du 20e district congressionnel du Texas |
| -------------------------------------------------------- | -------------------------------------------------------- | -------------------------------------------------------- | -------------------------------------------------------- | -------------------------------------------------------- |
| Parti                                                    | Parti                                                    | Candidat                                                 | Votes                                                    | %                                                        |
|                                                          | Démocrate                                                | Joaquin Castro (sortant)                                 | 149 640                                                  | 79,7                                                     |
|                                                          | Libertarien                                              | Jeffrey Blunt                                            | 29 055                                                   | 15,5                                                     |
|                                                          | Vert                                                     | Paul Pipkin                                              | 8974                                                     | 4,8                                                      |
| Total des votes                                          | Total des votes                                          | Total des votes                                          | 187 669                                                  | 100 %                                                    |
|                                                          | Les Démocrates conservent                                |                                                          |                                                          |                                                          |

### 2018
| Élection de 2018 du 20e district congressionnel du Texas | Élection de 2018 du 20e district congressionnel du Texas | Élection de 2018 du 20e district congressionnel du Texas | Élection de 2018 du 20e district congressionnel du Texas | Élection de 2018 du 20e district congressionnel du Texas |
| -------------------------------------------------------- | -------------------------------------------------------- | -------------------------------------------------------- | -------------------------------------------------------- | -------------------------------------------------------- |
| Parti                                                    | Parti                                                    | Candidat                                                 | Votes                                                    | %                                                        |
|                                                          | Démocrate                                                | Joaquin Castro (sortant)                                 | 139 038                                                  | 80,9                                                     |
|                                                          | Libertarien                                              | Jeffrey Blunt                                            | 32 925                                                   | 19,1                                                     |
| Total des votes                                          | Total des votes                                          | Total des votes                                          | 171 963                                                  | 100 %                                                    |
|                                                          | Les Démocrates conservent                                |                                                          |                                                          |                                                          |

### 2020
| Élection de 2020 du 20e district congressionnel du Texas | Élection de 2020 du 20e district congressionnel du Texas | Élection de 2020 du 20e district congressionnel du Texas | Élection de 2020 du 20e district congressionnel du Texas | Élection de 2020 du 20e district congressionnel du Texas |
| -------------------------------------------------------- | -------------------------------------------------------- | -------------------------------------------------------- | -------------------------------------------------------- | -------------------------------------------------------- |
| Parti                                                    | Parti                                                    | Candidat                                                 | Votes                                                    | %                                                        |
|                                                          | Démocrate                                                | Joaquin Castro (sortant)                                 | 175 078                                                  | 64,7                                                     |
|                                                          | Républicain                                              | Mauro Garza                                              | 89 628                                                   | 33,1                                                     |
|                                                          | Libertarien                                              | Jeffrey Blunt                                            | 6017                                                     | 2,2                                                      |
| Total des votes                                          | Total des votes                                          | Total des votes                                          | 270 723                                                  | 100 %                                                    |
|                                                          | Les Démocrates conservent                                |                                                          |                                                          |                                                          |

### 2022
| Primaire Démocrate de 2022 du 20e district congressionnel du Texas | Primaire Démocrate de 2022 du 20e district congressionnel du Texas | Primaire Démocrate de 2022 du 20e district congressionnel du Texas | Primaire Démocrate de 2022 du 20e district congressionnel du Texas | Primaire Démocrate de 2022 du 20e district congressionnel du Texas |
| ------------------------------------------------------------------ | ------------------------------------------------------------------ | ------------------------------------------------------------------ | ------------------------------------------------------------------ | ------------------------------------------------------------------ |
| Parti                                                              | Parti                                                              | Candidat                                                           | Votes                                                              | %                                                                  |
|                                                                    | Démocrate                                                          | Joaquin Castro (sortant)                                           | 33 214                                                             | 100%                                                               |

| Primaire Républicaine de 2022 du 20e district congressionnel du Texas | Primaire Républicaine de 2022 du 20e district congressionnel du Texas | Primaire Républicaine de 2022 du 20e district congressionnel du Texas | Primaire Républicaine de 2022 du 20e district congressionnel du Texas | Primaire Républicaine de 2022 du 20e district congressionnel du Texas |
| --------------------------------------------------------------------- | --------------------------------------------------------------------- | --------------------------------------------------------------------- | --------------------------------------------------------------------- | --------------------------------------------------------------------- |
| Parti                                                                 | Parti                                                                 | Candidat                                                              | Votes                                                                 | %                                                                     |
|                                                                       | Républicain                                                           | Kyle Sainclair                                                        | 15 938                                                                | 100%                                                                  |

| Élection de 2022 du 20e district congressionnel du Texas | Élection de 2022 du 20e district congressionnel du Texas | Élection de 2022 du 20e district congressionnel du Texas | Élection de 2022 du 20e district congressionnel du Texas | Élection de 2022 du 20e district congressionnel du Texas |
| -------------------------------------------------------- | -------------------------------------------------------- | -------------------------------------------------------- | -------------------------------------------------------- | -------------------------------------------------------- |
| Parti                                                    | Parti                                                    | Candidat                                                 | Votes                                                    | %                                                        |
|                                                          | Démocrate                                                | Joaquin Castro (sortant)                                 | 115 352                                                  | 68,4                                                     |
|                                                          | Républicain                                              | Kyle Sainclair                                           | 53 226                                                   | 31,6                                                     |
|                                                          | Indépendant                                              | Adam Jonasz (write-in)                                   | 21                                                       | 0,0                                                      |
| Total des votes                                          | Total des votes                                          | Total des votes                                          | 168 599                                                  | 100 %                                                    |
|                                                          | Les Démocrates conservent                                |                                                          |                                                          |                                                          |

### 2024
| Primaire Démocrate de 2024 du 20e district congressionnel du Texas | Primaire Démocrate de 2024 du 20e district congressionnel du Texas | Primaire Démocrate de 2024 du 20e district congressionnel du Texas | Primaire Démocrate de 2024 du 20e district congressionnel du Texas | Primaire Démocrate de 2024 du 20e district congressionnel du Texas |
| ------------------------------------------------------------------ | ------------------------------------------------------------------ | ------------------------------------------------------------------ | ------------------------------------------------------------------ | ------------------------------------------------------------------ |
| Parti                                                              | Parti                                                              | Candidat                                                           | Votes                                                              | %                                                                  |
|                                                                    | Démocrate                                                          | Joaquin Castro (sortant)                                           | 33 214                                                             | 100%                                                               |

| Élection de 2024 du 20e district congressionnel du Texas | Élection de 2024 du 20e district congressionnel du Texas | Élection de 2024 du 20e district congressionnel du Texas | Élection de 2024 du 20e district congressionnel du Texas | Élection de 2024 du 20e district congressionnel du Texas |
| -------------------------------------------------------- | -------------------------------------------------------- | -------------------------------------------------------- | -------------------------------------------------------- | -------------------------------------------------------- |
| Parti                                                    | Parti                                                    | Candidat                                                 | Votes                                                    | %                                                        |
|                                                          | Démocrate                                                | Joaquin Castro (sortant)                                 | 157 890                                                  | 100%                                                     |
|                                                          | Les Démocrates conservent                                |                                                          |                                                          |                                                          |